# Peg Woffington

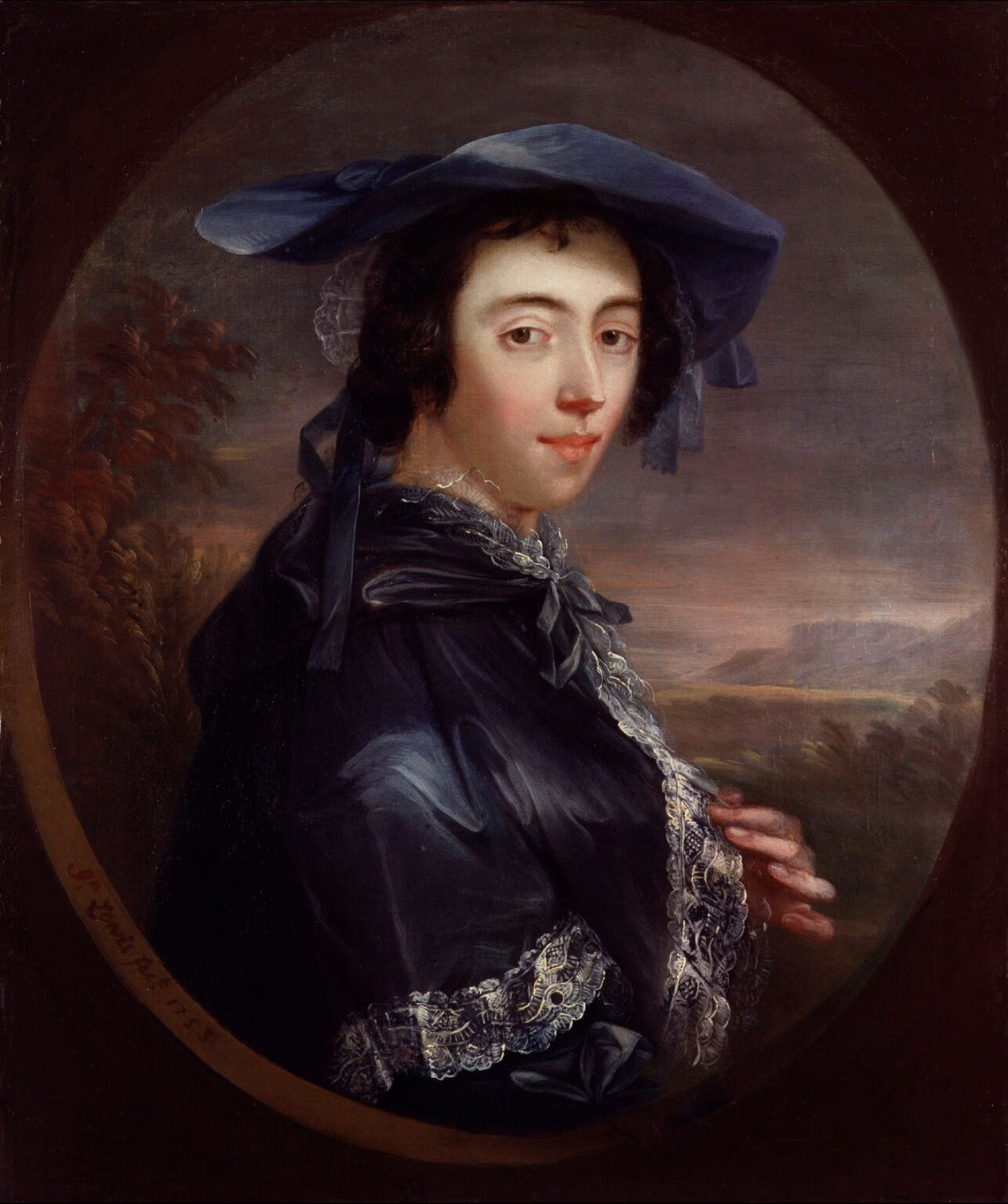
John Lewis (1739–1769): Porträt von Peg Woffington, 1753, Sammlung National Portrait Gallery

Peg Woffington (* im 18. Jahrhundert in Dublin; † 28. März 1760 in Queen Square, Westminster) war eine irische Schauspielerin. Sie wurde zeitweise mit Dublins Wahrzeichen Molly Malone identifiziert.

## Leben
Margaret Woffington, die sich später Peg nannte, wurde wohl zwischen 1714 und 1720 als Tochter eines Maurers und einer Wäscherin geboren. Als das Mädchen zehn Jahre alt war, wurde es von Mme. Violante entdeckt, die ein Theater namens Lilliputians in der George’s Lane in Dublin betrieb. In diesem Theater spielten Kinder Erwachsenenrollen in Erwachsenenstücken; Peg Woffington unter anderem die Polly Peachum in John Gays Beggar’s Opera. Als Mme. Violantes Theater wegen eines Skandals geschlossen wurde, hatte die junge Schauspielerin bereits zum Smock Alley Theatre gewechselt, wo sie unter anderem die Cordelia in William Shakespeares King Lear, die Ophelia und die Julia spielte. Besondere Erfolge hatte sie allerdings, unter anderem wegen ihrer rauchigen Stimme, die Francis Gentleman mit der einer Krächzeule verglich, in Hosenrollen, etwa als Harry Wildair in George Farquhars The Constant Couple. Schließlich wurde sie zu Beginn der 1840er Jahre ans Covent Garden Theatre in London engagiert. Domenico Angelo, mit dem sie zu diesem Zeitpunkt liiert war, eröffnete in der Metropole eine Fechtschule. Peg Woffington war auch in London sehr erfolgreich und hatte zahlreiche Verehrer und Verehrerinnen, unter anderem soll sie zu den Liebschaften des Königs George II. gehört haben. Finanzielle Engpässe behob sie angeblich, indem sie als Prostituierte in einem entsprechenden Haus einer Frau namens Jane Douglas arbeitete. Schließlich wechselte sie an die Drury-Lane-Bühne, wo sie mit David Garrick auf der Bühne stand. Zeitweise lebte sie mit Garrick und Charles Macklin in einer Dreierbeziehung, ehe der bekannte Schauspieler sich der Tänzerin Eva Maria Veigel (Künstlername: Violetta) zuwandte, die er 1749 heiratete. Von 1750 bis 1754 spielte Peg Woffington dann am Smock in Dublin, das von Thomas Sheridan geleitet wurde. Als erste Frau fand sie Aufnahme in den Beefsteak Club. Eine als Triumph geplante Rückkehr ans Covent-Garden-Theater fiel nicht ganz erwartungsgemäß aus: Dort war ihr in George Anne Bellamy eine Konkurrentin erwachsen, mit der sie 1756 auf offener Bühne in einen handgreiflichen Kampf geriet. In einer Streitszene zwischen Statira und Roxana in The Rival Queens von Nathaniel Lee stach Peg mit dem Theaterdolch auf ihre Rivalin ein und verletzte diese.
Ein Jahr später, am 27. Mai 1757, erlitt sie, ebenfalls auf der Bühne, einen Schlaganfall. Als Rosalinde in Wie es euch gefällt wurde sie im letzten Satz des Epilogs von dem Ereignis getroffen, konnte sich noch hinter die Kulisse schleppen und brach dort ohnmächtig zusammen. Für den Rest ihres Lebens blieb sie halbseitig gelähmt. Fast ihr gesamtes Vermögen spendete sie für wohltätige Einrichtungen.

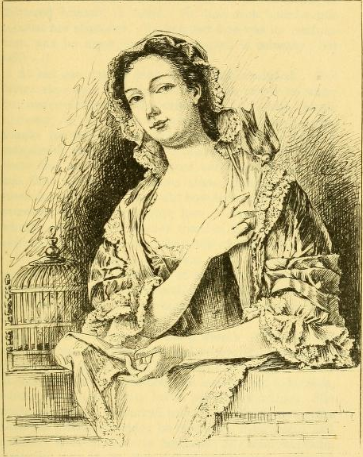
Illustration aus Reades Werk

John Lewis, der als Kulissenmaler am Smock Abbey Theatre arbeitete, malte im Alter von 17 Jahren ein Porträt der Schauspielerin. Die National Portrait Gallery besitzt etwa 20 Darstellungen Woffingtons.
Charles Reade schrieb 1852 ein Buch mit dem Titel Peg Woffington, das 1910 mit Florence Turner in der Hauptrolle verfilmt wurde.